# Lista parlamentarilor aleși la alegerile din România din 2008

## Municipiul București
Camera Deputaților
1. Bogdan Olteanu - PNL
A demisionat în 2009, înlocuit din 2010 de Radu Stroe - PNL
2. Daniel-Stamate Budurescu - PNL
3. Ludovic Orban - PNL
4. Costică Canacheu - PD-L
5. Georgian Pop - PSD
6. Rodica Nassar - PSD
7. Florian Popa - PSD
8. Cornelia-Brîndușa Novac - PD-L
9. Theodor Paleologu - PD-L
10. Cătălin Croitoru - PD-L
11. Sulfina Barbu - PD-L
12. Cristian Petrescu - PD-L
13. Ștefan Daniel Pirpiliu - PD-L
14. Dan-Radu Zătreanu - PD-L
15. Vasile-Silviu Prigoană - PD-L
16. Sergiu Andon - PC
17. Florina-Ruxandra Jipa - PSD
18. Doina Burcău - PSD
19. Daniela Popa - PC
A demisionat în 2010, înlocuită din același an de Teo Trandafir - PDL
20. Oana Niculescu-Mizil Ștefănescu Tohme - PSD
21. Dumitru Chiriță - PSD
22. Alina-Ștefania Gorghiu - PNL
23. Aurelia Vasile - PSD
24. Florian-Daniel Geantă - PD-L
25. Elena-Gabriela Udrea - PD-L
26. Damian Florea - PC
27. Cornel Pieptea - PNL
28. Dănuț Liga - PD-L

Senat
1. Sergiu Nicolaescu - PSD
2. Crin Antonescu - PNL
3. Cristian Diaconescu - PSD
4. Anca Boagiu - PD-L
5. Vasile Blaga - PD-L
6. Cristian Rădulescu - PD-L
7. Cristian Țopescu - PNL
8. Dan Voiculescu - PC
9. Cătălin Voicu - PSD
10. Ecaterina Andronescu - PSD
11. Radu F. Alexandru - PD-L
12. Gabriel Mutu - PD-L

## Alba
Camera Deputaților
1. Călin Potor - PD-L
2. Clement Negruț - PD-L
3. Teodor Atanasiu - PNL
4. Radu Eugeniu Coclici - PSD
5. Corneliu Olar - PD-L

Senat
1. Alexandru Pereș - PD-L
2. Nicolae Dobra - PD-L

## Arad
Camera Deputaților
1. Lucian Riviș Tipei - PD-L
2. Claudia Boghicevici - PD-L
3. Adrian Henorel Nițu - PD-L
4. Mihăiță Calimente - PNL
5. Ciprian Florin Luca - PSD
6. Marius Sorin Göndör - PD-L
7. Petru Farago - UDMR
8. Iustin Marinel Cionca Arghir - PD-L

Senat
1. Ovidiu Marin - PD-L
2. Avram Crăciun - PSD
3. Constantin Traian Igaș - PD-L

## Argeș
Camera Deputaților
1. Sorin Gheorghe Buta - PD-L
2. Mircea Gheorghe Drăghici - PSD
3. Ion Burnei - PSD
4. Sorin Andi Pandele - PD-L
5. Filip Georgescu - PSD
6. Radu Costin Vasilică - PSD
7. Bogdan-Nicolae Niculescu Duvăz - PSD
8. Andrei-Dominic Gerea - PNL
9. Cristian Alexandru Boureanu - PD-L

Senat
1. Mircea Diaconu - PNL
2. Constantin Șerban Valeca - PSD
3. Constantin Tămagă - PSD
4. Mircea Cinteză - PD-L

## Bacău
Camera Deputaților
1. Tudor-Alexandru Chiuariu - PNL
2. Adrian Popescu - PD-L
3. Ionel Palăr - PNL
4. Gheorghi Antochi - PSD
5. Mihai Banu - PNL
6. Valerian Vreme - PD-L
7. Vasile Gherasim - PD-L
8. Iulian Iancu - PSD
9. Viorel Hrebenciuc - PSD
10. Petru-Gabriel Vlase - PSD

Senat
1. Gabriel Berca - PNL
2. Vasile Nistor - PD-L
3. Cătălin Radu Mardare - PSD+PC
4. Elena Mitrea - PSD+PC

## Bihor
Camera Deputaților
1. Ákos Derzsi - UDMR
2. Petru Lakatos - UDMR
3. Lucia Ana Varga - PNL
4. Nicolae Jolța - PNL
5. Ștefan Seremi - PD-L
6. Ioan Sorin Roman - PSD
7. Sonia Maria Drăghici - PSD
8. Csilla-Mária Pető - UDMR
9. Octavian Bot - PD-L

Senat
1. Zoltan Attila Cseke - UDMR
2. Cornel Popa - PNL
3. Petru Filip - PD-L
4. Ioan Mang - PSD+PC

## Bistrița-Năsăud
Camera Deputaților
1. Ioan Nelu Botiș - PD-L
2. Emil Radu Moldovan - PSD
3. Ioan Oltean - PD-L
4. Ioan Țintean - PNL

Senat
1. Ioan Zbarciu - PD-L
2. Dănuț Nicolae Prunea - PSD

## Botoșani
Camera Deputaților
1. Neculai Rebenciuc - PNL
2. Andrei Dolineaschi - PSD
3. Florin Țurcanu - PNL
4. Stelică Iacob Strugaru - PD-L
5. Costică Macaleți - PSD
6. Cătălin Ovidiu Buhăianu Obuf - PD-L

Senat
1. Gheorghe Marcu - PSD
2. Liviu Câmpanu - PNL
3. Daniel Humelnicu - PD-L

## Brașov
Camera Deputaților
1. Gheorghe Gabor - PNL
2. Constantin Niță - PSD
3. Mihai-Aurel Donțu - PNL
4. Gabriel Tița-Nicolescu - PSD
5. Gabriel Andronache - PD-L
6. Anna-Lili Farkas - UDMR
7. Florin Postolachi - PD-L
8. Gheorghe Ialomițianu - PD-L

Senat
1. Iulian Rasaliu - PD-L
2. Titus Corlățean - PSD
3. Ioan Ghișe - PNL
4. Florian Staicu - PD-L

## Brăila
Camera Deputaților
1. Adriana-Diana Tușa - PNL
2. Eugen Bădălan - PD-L
3. Viorel Balcan - PSD
4. Mihai Tudose - PSD
5. Cristian Rizea - PSD

Senat
1. Ion Rotaru - PSD
2. Constantin Cibu - PNL

## Buzău
Camera Deputaților
1. George-Adrian Scutaru - PNL
2. Adrian Mocanu - PSD
3. Titi Holban - PNL
4. Valeriu Alecu - PD-L
5. Marian Ghiveciu - PSD
6. Carmen-Ileana Moldovan - PSD
7. Cezar-Florin Preda - PD-L

Senat
1. Viorel Constantinescu - PD-L
2. Marian Bîgiu - PNL
3. Vasile Ion - PSD

## Caraș Severin
Camera Deputaților
1. Ioan-Narcis Chisăliță - PSD
2. Gheorghe Hogea - PD-L
3. Ion Tabugan - PNL
4. Valentin Rusu - PD-L
5. Ion Mocioalcă - PSD

Senat
1. Gheorghe Bălan - PSD
2. Iosif Secășan - PD-L

## Călărași
Camera Deputaților
1. Gheorghe-Eugen Nicolăescu - PNL
2. Ioan Damian - PSD
3. Dan-Ștefan Motreanu - PNL
4. Stelian Fuia - PD-L
5. Dumitru Boabeș - PSD

Senat
1. Vasile Nedelcu - PNL
2. Constantin Dumitru (senator) - PD-L

## Cluj
Camera Deputaților
1. Mircia Giurgiu - PD-L
2. Daniel Buda - PD-L
3. Petru Călian - PD-L
4. Adrian Gurzău - PD-L
5. Horea Dorin Uioreanu - PNL
6. Cornel Itu - PSD
7. Vasile-Filip Soporan - PSD
8. Virgil Pop - PNL
9. Mozes-Zoltan Palfi - UDMR
10. András-Levente Máté - UDMR

Senat
1. Mihail Hărdău - PD-L
2. Șerban Rădulescu - PD-L
3. Marius Nicoară - PNL
4. Alexandru Cordoș - PSD

## Constanța
Camera Deputaților
1. Gheorghe Dragomir - PNL
2. Mihai Lupu - PNL
3. Ileana Cristina Dumitrache - PSD
4. Constantin Chirilă - PD-L
5. Zanfir Iorguș - PD-L
6. Eduard Stelian Martin - PSD
7. Matei-Radu Brătianu - PSD
8. Manuela Mitrea - PSD
9. Antonella Marinescu - PSD
10. Maria Stavrositu - PD-L

Senat
1. Puiu Hașotti - PNL
2. Nicolae Moga - PSD
3. Alexandru Mazăre - PSD
4. Mircea Banias - PD-L

## Covasna
Camera Deputaților
1. András György Edler - UDMR
2. Arpad-Francisc Márton - UDMR
3. Gergely Olosz - UDMR
4. Horia Grama - PSD

Senat
1. Almos Albert - UDMR
2. Bokor Tiberiu - UDMR

## Dâmbovița
Camera Deputaților
1. Gabriel Plăiașu - PNL
2. Gheorghe Ana - PSD
3. Ion Stan - PSD
4. Gheorghe Albu - PD-L
5. Georgică Dumitru - PD-L
6. Ion Dumitru - PSD
7. Bogdan Cantaragiu - PD-L
8. Iulian Vladu - PD-L

Senat
1. Adrian Țuțuianu - PSD
2. Florin Andrei - PD-L
3. Valentin Calcan - PD-L

## Dolj
Camera Deputaților
1. Mihai Surpățeanu - PD-L
2. Constantin Dascălu - PD-L
3. Ionuț Marian Stroe - PNL
4. Florentin Gust-Băloșin - PSD
5. Petre Petrescu - PSD
6. Iulian Claudiu Manda - PSD
7. Mihai Alexandru Voicu - PNL
8. Gelu Vișan - PD-L
9. Valeriu Ștefan Zgonea - PSD
10. Ion Călin - PSD

Senat
1. Radu Berceanu - PD-L
2. Tudor Udriștoiu - PD-L
3. Lia Vasilescu - PSD
4. Mario Oprea - PNL
5. Mircea Geoană - PSD

## Galați
Camera Deputaților
1. Victor Paul Dobre - PNL
2. Mircea Nicu Toader - PD-L
3. Carmen Axenie - PD-L
4. Viorel Ștefan - PSD
5. Dan Nica - PSD
6. Florin Costin Pâslaru - PSD
7. Lucreția Roșca - PSD
8. Liviu-Bogdan Ciucă - PC
9. Mihail Boldea - PD-L

Senat
1. Laurențiu Chirvăsuță - PSD
2. Gheorghe Saghian - PSD
3. Paul Ichim - PNL
4. Marius Necula - PD-L

## Giurgiu
Camera Deputaților
1. Mădălin Ștefan Voicu - PSD
2. Victor Boiangiu - PD-L
3. Dan Păsat - PNL
4. Daniel Chițoiu - PNL

Senat
1. Cezar Măgureanu - PNL
2. Vasile Mustățea - PNL

## Gorj
Camera Deputaților
1. Dan Ilie Morega - PNL
2. Mugurel Surupăceanu - PSD
3. Cosmin Mihai Popescu - PD-L
4. Constantin Severus Militaru - PD-L
5. Vasile Popeangă - PSD
6. Victor Ponta - PSD

Senat
1. Ioan Rușeț - PD-L
2. Toni Greblă - PSD

## Harghita
Camera Deputaților
1. Attila Korodi - UDMR
2. Hunor Kelemen - UDMR
3. István Antal - UDMR
4. Árpád Pál - UDMR
5. Mircea Dușa - PSD

Senat
1. László Gyerkó - UDMR
2. Attila Verestoy - UDMR

## Hunedoara
Camera Deputaților
1. Laurențiu Nistor - PSD
2. Iosif Veniamin Blaga - PD-L
3. Ioan Timiș - PNL
4. Cornel Cristian Resmeriță - PSD
5. Monica Iacob Ridzi - PD-L
6. Radu-Bogdan Țâmpău - PNL
7. Viorel Arion - PD-L

Senat
1. Vasile Nicula - PSD
2. Dorin Păran - PD-L
3. Dan Rușanu - PNL

## Ialomița
Camera Deputaților
1. Cristina-Ancuța Pocora - PNL
2. Marian Neacșu - PSD
3. Mircea Dan-Popescu - PSD
4. Tinel Gheorghe - PD-L

Senat
1. Tudor Panțuru - PD-L
2. Mihăiță Găină - PSD

## Iași
Camera Deputaților
1. Luminița Iordache - PSD
2. Relu Fenechiu - PNL
3. Petru Movilă - PD-L
4. Vasile Mocanu - PSD
5. Neculai Rățoi - PSD
6. Anghel Stanciu - PSD
7. Cristian Adomniței - PNL
8. Tudor Ciuhodaru - PSD
9. Daniel Oajdea - PD-L
10. Marius Spânu - PD-L
11. Elena Dobre - PNL
12. Nicușor Păduraru - PD-L

Senat
1. Varujan Vosganian - PNL
2. Sorin Lazăr - PSD
3. Florin Constantinescu - PSD
4. Mihaela Popa - PD-L
5. Dumitru Oprea - PD-L

## Ilfov
Camera Deputaților
1. Gabriel Oprea - PSD
2. Mircea Marin - PD-L
3. Mihaela Șandru - PD-L
4. Călin Popescu-Tăriceanu - PNL

Senat
1. Anghel Iordănescu - PSD
2. Iulian Urban - PD-L

## Maramureș
Camera Deputaților
1. Gheorghe Zoicaș - PSD
2. Cătălin Cherecheș - PSD
3. Nicolae Bud - PD-L
4. Doru Leșe - PD-L
5. Pavel Horj - PNL
6. Vasile Beres - UDMR
7. Vasile Berci - PNL

Senat
1. Liviu Pașca - PNL
2. Marius Bota - PSD
3. Gheorghe Bîrlea - PD-L

## Mehedinți
Camera Deputaților
1. Cornel Ghiță - PD-L
2. Doinița Chircu - PD-L
3. Viorel Palașcă - PNL
4. Eugen Nicolicea - PSD

Senat
1. Mihai Stănișoară - PD-L
2. Petre Daea - PSD

## Mureș
Camera Deputaților
1. Borbely Laszlo - UDMR
2. Doru Oprișcan - PD-L
3. Kelemen Attila - UDMR
4. Victor Socaciu - PSD
5. Kerekes Karoly - UDMR
6. Toader Stroian - PD-L
7. Ciprian Dobre - PNL
8. Vasile Gliga - PSD

Senat
1. Frunda Gyorgy - UDMR
2. Marko Bela - UDMR
3. Petru Bașa - PD-L
4. Corneliu Grosu - PSD

## Neamț
Camera Deputaților
1. Stelian Ghiță-Eftemie - PD-L
2. Mihaela Stoica - PD-L
3. Culiță Tărâță - PSD
4. Marius Neculai - PD-L
5. Ioan Muntean - PSD
6. Victor Surdu - PSD
7. Marius Rogin - PD-L
8. Emil Bostan - PNL

Senat
1. Toader Mocanu - PD-L
2. Ioan Chelaru - PSD
3. Ovidius Mărcuțianu - PNL

## Olt
Camera Deputaților
1. Daniel Bărbulescu - PD-L
2. Nicolae Stan - PD-L
3. Marin Bobeș - PSD
4. Valeriu Steriu - PSD
5. Florin Iordache - PSD
6. Sorinel Știrbu - PNL
7. Doru Frunzulică - PSD

Senat
1. Mihai Niță - PD-L
2. Ion Toma - PSD
3. Dan Sova - PSD

## Prahova
Camera Deputaților
1. Cristian Burlacu - PNL
2. Florin Anghel - PD-L
3. Grațiela Gavrilescu - PNL
4. Marian Săniuță - PSD
5. Mihai Apostolache - PSD
6. Răzvan Țurea - PSD
7. Adriana Săftoiu - PNL
8. Adrian Năstase - PSD
9. George Ionescu - PD-L
10. Sever Voinescu - PD-L
11. Roberta Anastase - PD-L
12. Andrei Sava - PD-L

Senat
1. Georgică Severin - PD-L
2. Iulian Bădescu - PD-L
3. Teodor Meleșcanu - PNL
4. Sorin Chivu - PSD
5. Daniel Savu - PSD

## Satu Mare
Camera Deputaților
1. Gheorghe Ciocan - PSD
2. Ioan Holdiș - PD-L
3. Vasile Buda - PNL
4. Attila Varga - UDMR
5. István Erdei-Dolóczki - UDMR

Senat
1. Valer Marian - PSD
2. Tiberiu Günthner - UDMR

## Sălaj
Camera Deputaților
1. Lucian Bode - PD-L
2. Seres Denes - UDMR
3. Iuliu Nosa - PSD
4. Gheorghe Taloș - PNL

Senat
1. Fekete Andras - UDMR
2. Gheorghe Pop - PSD

## Sibiu
Camera Deputaților
1. Corneliu Știrbeț - PD-L
2. Raluca Turcan - PD-L
3. Gheorghe Roman - PD-L
4. Ioan Cindrea - PSD
5. Mircea Silvestru-Lup - PSD
6. Mircea Cazan - PNL

Senat
1. Ion Ariton - PD-L
2. Viorel Arcaș - PSD
3. Minerva Boitan - PNL

## Suceava
Camera Deputaților
1. Maria Ardeleanu - PD-L
2. Ioan Bălan - PD-L
3. Eugen Uricec - PD-L
4. Cătălin Nechifor - PSD
5. Ioan Stan - PSD
6. Mircea Irimescu - PNL
7. Gheorghe Coroamă - PNL
8. Eugen Bejinariu - PSD
9. Dumitru Pardău - PD-L
10. Gabriel-Dan Gospodaru - PD-L

Senat
1. Sorin Fodoreanu - PD-L
2. Orest Onofrei - PD-L
3. Gavril Mîrza - PSD
4. Tiberiu-Aurelian Prodan - PNL

## Teleorman
Camera Deputaților
1. Robert-Sorin Negoiță - PSD
2. Nicolae Bănicioiu - PSD
3. Adrian Bădulescu - PD-L
4. Adrian Florescu -   PD-L
5. George-Ionuț Dumitrică - PNL
6. Marin Almăjanu - PNL

Senat
1. Petru-Șerban Mihăilescu - PSD
2. Romeo-Florin Nicoară - PNL
3. Alexandru Mocanu - PD-L

## Timiș
Camera Deputaților
1. Horia Cristian - PNL
2. Iosif-Ștefan Drăgulescu - PD-L
3. Marius-Cristinel Dugulescu - PD-L
4. Maria-Eugenia Barna - PSD
5. Alin-Augustin-Florin Popoviciu - PD-L
6. Valeriu Tabără - PD-L
7. Sorin-Constantin Stragea - PSD
8. Claudiu Țaga - PNL
9. Dorel Covaci - PSD
10. Gheorghe Ciobanu - PD-L

Senat
1. Gheorghe David - PD-L
2. Nicolae Robu - PNL
3. Dorel Borza - PD-L
4. Ilie Sârbu - PSD

## Tulcea
Camera Deputaților
1. Marian Avram - PD-L
2. Mihai Stroe - PD-L
3. Octavian-Marius Popa - PNL
4. Horia Teodorescu - PSD

Senat
1. Ion Bara - PD-L
2. Trifon Belacurencu - PSD

## Vaslui
Camera Deputaților
1. Victor Cristea - PSD
2. Dan Bordeianu - PNL
3. Dragoș-Adrian Iftime - PD-L
4. Adrian Solomon - PSD
5. Viorel Cărare - PD-L
6. Dan-Mihai Marian - PNL
7. Marian Sârbu - PSD

Senat
1. Doina Silistru - PSD
2. Vasile Pintilie - PD-L
3. Cristian David - PNL

## Vâlcea
Camera Deputaților
1. Sorin Ștefan Zamfirescu - PD-L
2. Samoil Vîlcu - PD-L
3. Constantin Mazilu - PSD
4. Vasile Bleotu - PSD
5. Cristian Buican - PNL
6. Aurel Vlădoiu - PSD

Senat
1. Laurențiu Florian Coca - PSD
2. Emilian-Valentin Frâncu - PNL
3. Dorel Jurcan - PD-L

## Vrancea
Camera Deputaților
1. Răzvan Mustea-Șerban - PD-L
2. Angel Tîlvăr - PSD
3. Nini Săpunaru - PNL
4. Cristian-Sorin Dumitrescu - PSD
5. Alin-Silviu Trășculescu - PD-L
6. Nicolae-Ciprian Nica - PSD

Senat
1. Sorina-Luminița Plăcintă - PD-L
2. Miron-Tudor Mitrea - PSD

## Străinătate (CE 43)
Camera Deputaților
1. William Gabriel Brînză - PD-L
2. Tudor Panțîru - PSD+PC
3. Mircea Lubanovici - PD-L
4. Koto Iosif - UDMR

Senat
1. Viorel-Riceard Badea - PD-L
2. Raymond Luca - PNL